# Лаутербах (город)
Лаутербах (нем. Lauterbach) — город в Германии, районный центр, расположен в земле Гессен. Подчинён административному округу Гиссен. Входит в состав района Фогельсберг. Население составляет 13 783 человека (на 31 декабря 2010 года). Занимает площадь 102 км². Официальный код — 06 5 35 011.
Город подразделяется на 10 городских районов.

## Фотографии

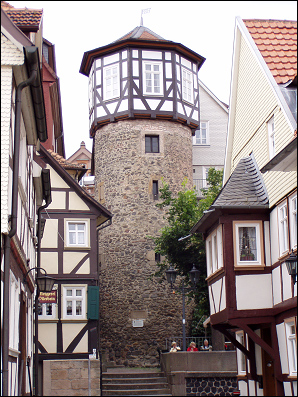
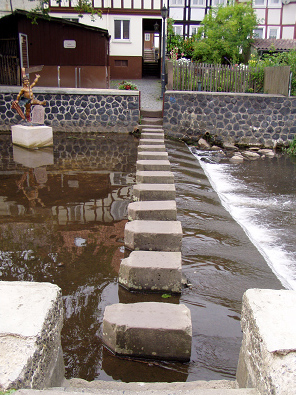
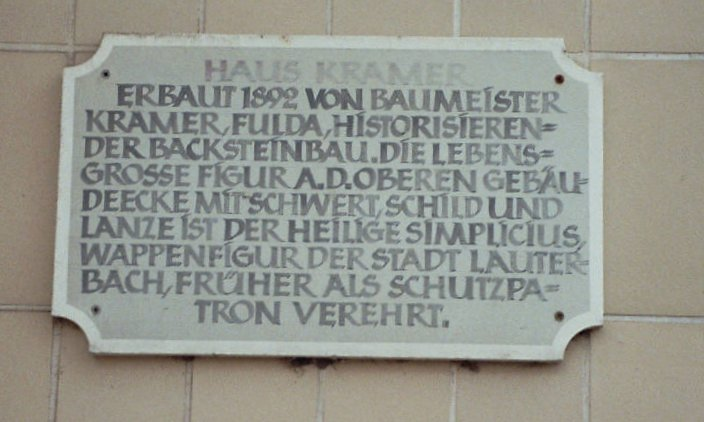
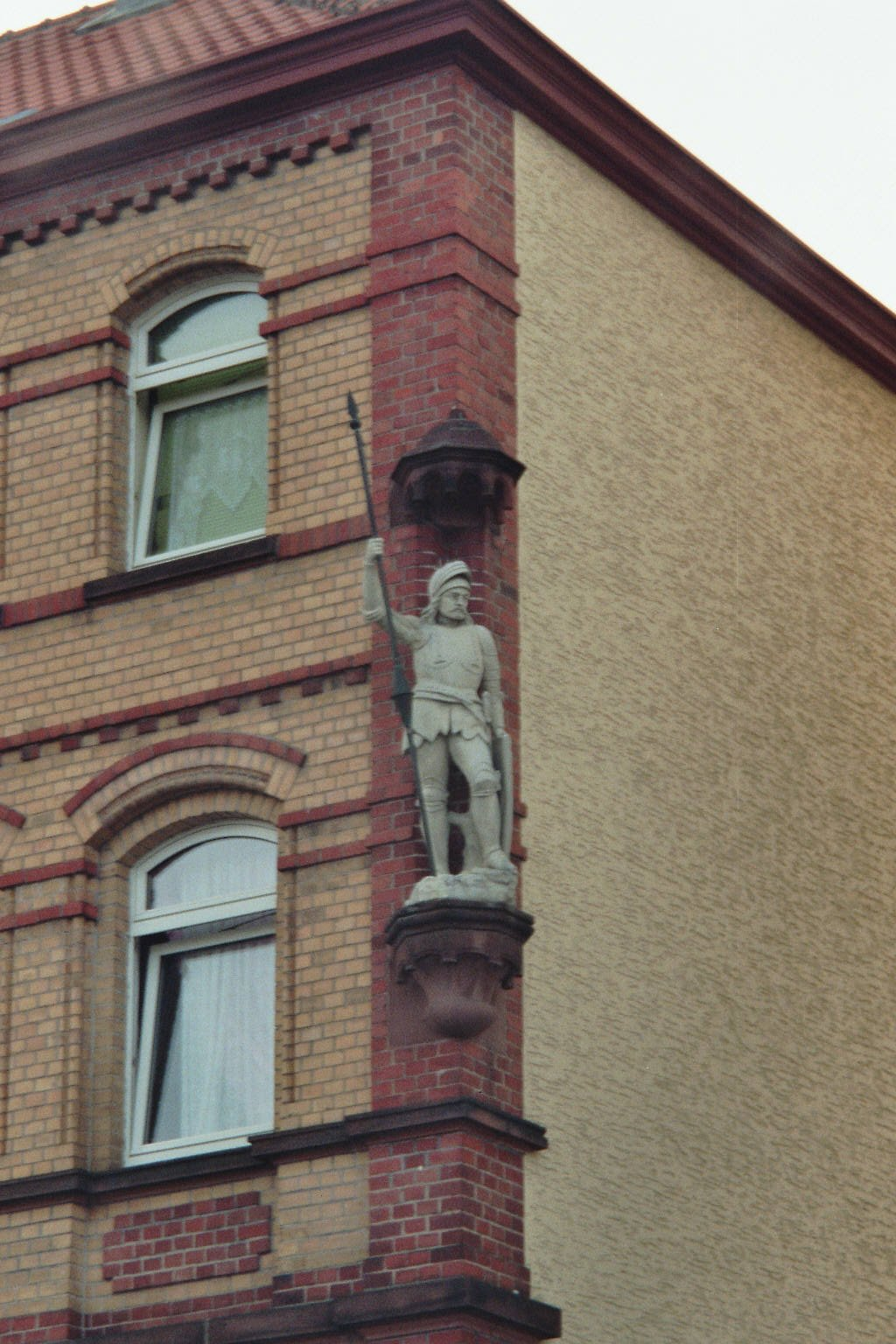